# Patrice Estanguet
Patrice Estanguet, född den 19 april 1973 i Pau, Frankrike, är en fransk kanotist.
Han tog OS-brons på C-1 i slalom i samband med de olympiska kanottävlingarna 1996 i Atlanta.
Han är bror till Tony Estanguet. 